# 加速主義
加速主義（かそくしゅぎ、英: accelerationism）とは、既存のシステム内を不安定化し根本的な社会的変革を生み出すために、現行の資本主義システムの過激な成長、急進的な技術革新あるいは各種インフラの解体といった、「加速」と称される社会変革プロセスの過激化を要求する左翼に起源を持つ右翼的な革命的反動思想である。加速主義は、相矛盾する左派と右派の派生に分かれたイデオロギーのスペクトルとみなされており、どちらも資本主義とその構造の上界無き強化、およびテクノロジーの成長が制御不能かつ不可逆的になる技術的特異点（仮説的時点）への到達を支持している。
現代の加速主義的哲学の一部は、広範囲にわたる社会変革の可能性を抑制する相反する傾向を克服することを目的として、脱領土化の力を特定し、それを深め、急進化することを目的としたジル・ドゥルーズとフェリックス・ガタリの脱領土化の理論に依拠している。ジャン・ボードリヤールの「致命的戦略」や、イギリスの哲学者で後の暗黒啓蒙の論者であるニック・ランドによって発明された理論体系も加速主義に大きな影響を与えている。ニック・ランドの体系は「加速」のプロセスを構成する社会的、経済的、文化的、リビード的な力を分析し、それを促進することを目的としている。

## 概要
この用語は元々極左に起源を持ちその中で利用されていたが、本来の加速主義とは明確に区別された形で、ネオファシスト、ネオナチ、白人ナショナリスト、白人至上主義者といった極右によって使用されるようになり、暴力的意味合いを増した。極右においての「加速」は、白人エスノステートを暴力的に達成する手段であり、暗殺、殺人、テロ攻撃などによる人種対立の「加速」を意味している。
「加速」は主に産業経済にコミットする政治戦略だが、最近では道徳と人工知能に関する議論でも用いられる。ホイ・ユクとLouis Moreleは、「加速」と「シンギュラリティ仮説」を検討している。 James Brusseauは、人工知能イノベーションによって引き起こされる道徳的ジレンマが、テクノロジーの制限や遅延によってではなく、さらなるイノベーションによって解決されるというイノベーションの倫理としての「加速」について論じている。効果的加速主義 (e/acc) として知られる運動は、「どんな犠牲を払ってでも」技術を進歩させることを主張している。
日本においては、加速主義がマルクス主義の革命理論などと混同されてきた。資本主義を深化させることは自己破壊的な傾向を早め、最終的にはその崩壊につながるという信念を一般的に指す言葉として、通常は侮蔑語として用いられる。すなわち、テクノロジーの諸手段を介して資本主義の「プロセスを加速せよ」、そしてこの加速を通じて「未来」へ、資本主義それ自体の「外 (the Outside)」へと脱出せよというメッセージとして認識されている。
かつて、ニック・ランドなど主流派の加速主義を指す際に、右派加速主義という表現が用いられていたが、現在では加速主義とは本質的に右派的な思想であるため、用いられなくなりつつある。また、無条件的加速主義は、右派、左派と並ぶ第三勢力のようにして日本では紹介されてきたが、今日では単なる（右派）加速主義のサブセットとみなされることが多くなっている。このことから現在の思想における加速主義は、（右派）加速主義と左翼（左派）加速主義の二つに大別される。

## 背景
1848年の「自由貿易問題についての演説」と題する演説におけるカール・マルクスを含め、多くの哲学者が明らかに加速主義的態度を表明している。
しかし、総じて、今日の保護貿易制度は保守的である一方で、自由貿易制度は破壊的です。自由貿易制度は古い国民を解体し、プロレタリアートとブルジョアジー間の敵対心を極限まで押し進めます。一言で言えば、自由貿易制度は社会革命を促進するのです。この革命的な意味においてのみ、みなさん、私は自由貿易を支持して投票するのです。
同様に、フリードリヒ・ニーチェも次のように述べている。「ヨーロッパ人の平準化プロセスは、咎められるべきではない素晴らしいプロセスだ。これはむしろ加速されるべきである…」。この言明はしばしば、ドゥルーズ＝ガタリにならって、「プロセスを加速する」命令だと解釈される。

## 現代の加速主義
著名な理論家の一人に、「加速主義の父」とも呼ばれている右派加速主義者のニック・ランド（Nick Land）がいる。1995年から2003年にかけてウォーリック大学の非公式研究ユニットとして活動したサイバネティック文化研究ユニット（Cybernetic Culture Research Unit, CCRU）には、ランドも加盟していたが、これが左派と右派両方の加速主義思想における重要な先祖と考えられている。
現代の著名な左派加速主義者には、インターネット上で発表した「加速派政治宣言（Manifesto for an Accelerationist Politics）」の著者であるニック・スルニチェク（Nick Srnicek）とアレックス・ウィリアムズ（Alex Williams）、そして「ゼノフェミニズム：疎外の政治学（Xenofeminism: A Politics for Alienation）」を書いたラボリア・クーボニクス（Laboria Cuboniks）コレクティブが含まれる。
アレックス・ウィリアムスとニック・スルニチェク（Alex Williams and Nick Srnicek）によるマニフェストが現在公開されている。
#ACCELERATE MANIFESTO for an Accelerationist Politics
加速主義的な論調のもと、ポール・メイソン（Paul Mason）は著書『ポスト資本主義：未来へのガイド（PostCapitalism: A Guide to our Future）』において、資本主義の後の未来について思弁を試みた。彼は次のように宣言する。「500年前の封建主義の終焉とともに、資本主義のポスト資本主義への置き換えは外的衝撃によって加速され、新しい種類の人間の出現によって形作られるだろう。そしてこの動きはすでに始まっている」。共同生産（collaborative production）の台頭が、結果的に資本主義の自壊を促進すると彼は考えている。
ベンジャミン・H・ブラットン（Benjamin H. Bratton）の著書『スタック：ソフトウェアと主権について（The Stack：On Software and Sovereignty）』も加速主義に関連している。彼は同書にて、情報技術インフラストラクチャが現代の政治地理学をどのように弱体化させるかに焦点を当て、オープンエンドの「デザインブリーフ」を提案している。ティツィアナ・テラノヴァ（Tiziana Terranova）の「赤いスタックの攻撃！（Red Stack Attack！）」はブラットンのスタックモデルと左派加速主義をリンクしている。

## 他の用法
「加速主義」という語が2010年に造語されて以来、幾つかの新しい用法が加えられた。とりわけ、極右過激主義やテロ組織が、この語を煽情的に取り上げている。評論家には、スロベニア人のフロイト＝マルクス主義者である哲学者、スラヴォイ・ジジェクの論争を生んだ政治戦略の議論にレッテルを貼るために使う人物も存在する。しばしば引用される例として、2016年11月のチャンネル4ニュースでのインタビューで、ジジェクが、「仮に自分がアメリカ人だとしたら、ドナルド・トランプ大統領に投票しただろう。何故ならば、最もアメリカ政治の現状を破壊してくれそうだからだ」と主張したことに対して使われている。第1次トランプ政権で首席戦略官を務めたスティーブン・バノンは、第2次トランプ政権で「影の大統領」とも評されたテック右派実業家・発明家のイーロン・マスクをアメリカに破壊的な影響をもたらす「トップクラスの加速主義者」と批判している。

### 極右「加速主義」テロリズム
元来の哲学的、理論的関心にもかかわらず、2010年代後期以来、ネオファシストや、ネオナチ、白人ナショナリズム、白人至上主義などの国際的ネットワークの中で、「加速主義」が使われることが増加してきた。彼らは、「加速主義」を「極右過激主義の目標」として引用している。つまり、白人エスノステートを建設するために、例えば、暗殺、殺人、テロ攻撃、最終的な社会の破壊などといった、暴力的手段を用いて行う人種間闘争を志向することを意味して「加速主義」を引用しているということが知られている。

#### 「加速主義」団体
- アトムヴァッフェン・ディビジョン[40]
- ザ・ベース[41]
- Combat 18[42][43][44]
- マンソン・ファミリー[45][46]
- 北欧抵抗運動[47][48][49]
- Order of Nine Angles[50]
- ロシア帝国運動[51]

## 関連文献

### 書籍
- Land, Nick (2011). Brassier, Ray; Mackay, Robin. eds. Fanged Noumena. Urbanomic. ISBN 9780955308789
- Mackay, Robin, ed (2014). #ACCELERATE: The Accelerationist Reader. Urbanomic. ISBN 9780957529557
- Noys, Benjamin (2013). Malign Velocities: Accelerationism and Capitalism. Zero Books. ISBN 9781782793007
- Srnicek, Nick; Williams, Alex (2015). Inventing the Future. Postcapitalism and a World without Work. Verso Books. ISBN 9781784780982
- ポール・メイソン『ポストキャピタリズム－資本主義以後の世界』（佐々とも訳）、東洋経済新報社、2017年
- マーク・フィッシャー『資本主義リアリズム』セバスチャン・ブロイ+河南瑠莉訳、堀之内出版、2018年
- マーク・フィッシャー『ポスト資本主義の欲望』大橋完太郎訳、左右社、2022年
- 『現代思想』2019年6月号 特集「加速主義」、青土社
- ニック・スルニチェク+アレックス・ウィリアムズ「加速派政治宣言」、水嶋一憲+渡邉雄介訳、『現代思想　2018年1月号　特集=現代思想の総展望2018』、青土社、2017年
- 木澤佐登志『ニック・ランドと新反動主義 現代世界を覆う〈ダーク〉な思想』、星海社新書、2019年
- ニック・ランド『暗黒の啓蒙書』（五井健太郎訳）、講談社、2020年
- アーロン・バスターニ（英語版）『ラグジュアリーコミュニズム』（橋本智弘訳）、堀之内出版、2021年
- ニック・ランド『絶滅への渇望:ジョルジュ・バタイユと伝染性ニヒリズム』（五井健太郎訳）、河出書房新社、2022年
- ニック・スルニチェク『プラットフォーム資本主義』大橋完太郎+居村匠訳、人文書院、2022年

### 論文
- Brassier, Ray (2014年2月13日). “Wandering Abstraction”. Mute. 2019年4月3日閲覧。
- Brennan, Eugene (12 August 2013). “"Debate is Idiot Distraction": Accelerationism and the Politics of the Internet”. 3:AM Magazine.
- Land, Nick.“Meltdown”. 2012年4月8日時点のオリジナルよりアーカイブ。2013年12月10日閲覧。 .
- Moreno, Gean (2012). “Notes on the Inorganic, Part I: Accelerations”. E-flux 2019年4月3日閲覧。.
- Negri, Antonio (2014). “Reflections on the "Manifesto for an Accelerationist Politics"”. E-flux.  オリジナルの2015-02-05時点におけるアーカイブ。 2015年2月5日閲覧。.
- Pasquinelli, Matteo (2014年6月9日). “The Labour of Abstraction: Theses on Marxism and Accelerationism”. 2019年4月3日閲覧。
- Power, Nina (2015). “Decapitalism, Left Scarcity, and the State”. Fillip 2019年4月3日閲覧。.
- Wark, McKenzie (2013年). “#Celerity: A Critique of the Manifesto for an Accelerationist Politics”. 2019年4月3日閲覧。
- “#ACCELERATE MANIFESTO for an Accelerationist Politics”. Critical Legal Thinking (2013年5月14日). 2019年4月3日閲覧。
- Wolfendale, Peter (2014年). “So, Accelerationism, what's all that about?”. Dialectical Insurgency. 2019年4月3日閲覧。
- 『現代思想43のキーワード』2019年5月臨時増刊号、青土社「加速主義」仲山ひふみ
- “樋口恭介【備忘】加速主義覚え書き.2019”. 2019年6月6日閲覧。[リンク切れ]